# Union nationale interprofessionnelle cidricole
L'Union nationale interprofessionnelle cidricole (UNICID) est l'association interprofessionnelle française regroupant les producteurs et les transformateurs de cidre. Elle a été reconnue par arrêté ministériel du 24 août 1998.

## Histoire
L'UNICID est créée en août 1957 pour permettre la coordination entre les trois organisations syndicales représentant les producteurs de fruits à cidre, les cidriers et les fabricants d'alcool de pommes.
Le premier accord interprofessionnel, du 22 août 1957, porte sur l'organisation du marché des fruits à cidre en vue d'améliorer la qualité du cidre.

## Missions
L'UNICID a pour mission de développer le dialogue entre familles professionnelles et de mettre en place des actions et projets collectifs.

## Organisation

### Gouvernance
L'assemblée générale procède à l'élection du président pour un mandat triennal, sur le principe d'une alternance entre les familles professionnelles membres de l'interprofession.

### Financement
Elle perçoit, en 2010, des contributions volontaires obligatoires auprès des professionnels du secteur à hauteur de 2 237 000 euros.